# 6672 Corot
6672 Corot eller 1213 T-1 är en asteroid i huvudbältet som upptäcktes den 24 mars 1971 av den nederländsk-amerikanske astronomen Tom Gehrels och det nederländska astronomparet Ingrid van Houten-Groeneveld och Cornelis Johannes van Houten vid Palomarobservatoriet. Den är uppkallad efter den franske målaren Camille Corot.
Asteroiden har en diameter på ungefär 2 kilometer.